# Heinz Voigt (Diplomat)
Heinz Voigt (* 11. September 1913 in Hamburg; † 18. Juli 1992) war ein deutscher Jurist und Diplomat, der als Botschafter der Bundesrepublik Deutschland tätig war.

## Leben
Heinz Voigt, Sohn von Frieda Voigt, geborene Vockerodt, und des Kaufmanns Hans F. W. Voigt, besuchte Gymnasien in Hamburg und Rendsburg sowie an der Meldorfer Gelehrtenschule in Meldorf, wo er 1930 sein Abitur erhielt. Er studierte von 1930 bis 1933 Rechtswissenschaft an den Universitäten von Marburg, Bonn, Göttingen und in Hamburg, wo er 1934 zum Doktor der Rechtswissenschaften promoviert wurde. 1933 absolvierte er in Hamburg die erste Juristische Staatsprüfung, 1937 die zweite. Von 1937 bis 1940 war er Gerichtsassessor beim Amts- und Landgericht Hamburg. 1939 bis 1945 leistete er Wehr- und Kriegsdienst. 1941 wurde er zum Landgerichtsrat befördert.
Von 1946 bis 1951 war Voigt Untersuchungsrichter beim Landgericht Hamburg.
Im Jahr 1951 trat Voigt in den auswärtigen Dienst des Auswärtigen Amts in Bonn. 1953 wurde er Leiter des Referats für Staats- und Verwaltungsrecht, 1955 zum Vortragenden Legationsrat befördert und zur NATO-Tätigkeit in Paris beurlaubt, wo er 1957 stellvertretender Exekutivsekretär wurde. Von November 1959 bis 1963 wurde er in der Abteilung Politik des Auswärtigen Amtes beschäftigt, ab 1960 als stellvertretender Leiter der Politischen Abteilung West I, und 1963, nun an der Unterabteilung I A (Europa), zum Ministerialdirigenten befördert. Von 1970 bis 1974 war Heinz Voigt auch bei der Regierung von Fidschi akkreditiert. 1965 wurde er Botschafter in Rabat, 1970 in Canberra, von 1974 bis 1976 war Heinz Voigt Botschafter der Bundesrepublik Deutschland im Irak (Bagdad), ab 1976 in Schweden (Stockholm).
Voigt war Mitglied der Deutschen Gesellschaft für Auswärtige Politik, lebte in Bonn, ging 1978 in den Ruhestand und starb 1992 im Alter von 78 Jahren. Er war evangelisch, verheiratet ab 1948 mit Helga Voigt, geborene Schroeder.